# 3OH!3
3OH!3 (произносится three-oh-three) — американский электропоп-дуэт из города Боулдер (штат Колорадо), состоящий из двух участников: Шона Формана и Натаниэля Мотта. Название группы означает код региона, в котором они проживают (303). Дуэт наиболее известен своей песней «Don’t Trust Me» из альбома Want, которая заняла седьмое место в чарте Billboard Hot 100. Их второй сингл — ремикс на «Starstrukk» с Кэти Перри, попал в лучшую десятку хит-парадов Великобритании, Ирландии, Финляндии, Польши и Австралии. Большее признание получили благодаря записи с Кешей совместной песни «My First Kiss» с их альбома Streets of Gold, которая попала на 9-е место в чарте Billboard Hot 100.

## История

### Формирование и дебютный альбом (2004—2007)
3OH!3 была сформирована в 2004 году и названа в честь телефонного кода (303), который присвоен столичному району Денвера, в частности родному городу участников Боулдеру. Шон Форман и Натаниэль Мотт познакомились на курсах физики в Колорадском университете. 2 июля 2007 года группа выпустила первый альбом 3OH!3, из которого синглом вышла одна песня — «Electroshock».

### Want(2008—2009)
Второй альбом 3OH!3 Want был выпущен 8 июля 2008 года и занял 44-е место в Billboard 200. Сингл «Don’t Trust Me», текст которого был встречен неоднозначно и вызвал обвинения в женоненавистничестве, достиг седьмой строчки в чарте Billboard Hot 100. 8 сентября 2009 года группа выпустила ремикс своего второго сингла «Starstrukk», записанный совместно с Кэти Перри, который попал в первую десятку хит-парадов Великобритании, Австралии, Ирландии, Бельгии, Финляндии и Польши. Также до выхода альбома Streets of Gold был выпущен сингл «Blah Blah Blah», записанный совместно с Кешей, который достиг одиннадцатого места в чарте журнала Billboard.

### Streets of Gold(2009 — 2012)
29 июня 2010 года был выпущен третий студийный альбом группы Streets of Gold, первый сингл с которого «My First Kiss» был записан совместно с Кешей. 8 декабря 2010 года было объявлено о выходе сингла «Hit It Again» 20 декабря. 20 января 2011 года был выпущен видеоклип на песню с альбома Streets of Gold «Touchin’ on My».

### Omens(с 2012)
20 февраля Натаниэль Мотт объявил о том, что группа приступила к работе над четвёртым студийным альбомом под названием Omens. Зимой 2012 года 3OH!3 выпустили песни «Bang Bang», «Dirty Mind» и «Set You Free». Летом того же года 3OH!3 выпускают песни «Do or Die» и «You're Gonna Love This». Альбом вышел 18 июня 2013 года.

## Дискография
- 2007 — 3OH!3
- 2008 — Want
- 2010 — Streets of Gold
- 2013 — Omens
- 2016 — Night Sports
- 2021 — Need

## Видеоклипы
- 2007 — «Electroshock»
- 2007 — «Holler Till You Pass Out»
- 2009 — «Don’t Trust Me»
- 2009 — «Hey» (совместно с Лил Джоном)
- 2009 — «Starstrukk» (совместно с Кэти Перри)
- 2010 — «Blah Blah Blah» (совместно с Кешей)
- 2010 — «House Party»
- 2010 — «My First Kiss» (совместно с Кешей)
- 2010 — «Double Vision»
- 2010 — «Touchin' on My»
- 2011 — «Robot»
- 2012 — «You're Gonna Love This»
- 2013 — «Back to life»
- 2015 — «My Dick»
- 2016 — «Mad At You»
- 2016 — «Hear Me Now»
- 2016 — «Freak Your Mind»